# Resolució 2169 del Consell de Seguretat de les Nacions Unides
La Resolució 2169 del Consell de Seguretat de les Nacions Unides fou adoptada per unanimitat el 30 de juliol de 2014. Després d'observar la situació a l'Iraq, el consell va ampliar el mandat de la Missió d'Assistència de les Nacions Unides per a l'Iraq (UNAMI) durant un any fins al 31 de juliol de 2015.

## Detalls
La situació de seguretat a l'Iraq era molt dolenta a causa de l'ofensiva a gran escala del recentment sorgit grup terrorista Estat Islàmic (IS). Van morir molts civils i més d'un milió de persones van fugir. L'augment de l'Estat islàmic va amenaçar la sobirania i el futur de l'Iraq. A llarg termini, la política iraquiana hauria de prendre decisions que unissin el país i formar un govern que representés a totes les parts de la població iraquiana.
Es va decidir ampliar el mandat de la UNAMI fins al 31 de juliol de 2015. Es va demanar a l'Iraq que li seguís brindant suport logístic i de seguretat. També es va demanar als Estats membres que continuessin invertint en el finançament, la logística i la seguretat de la missió.